# コヤブミョウガ

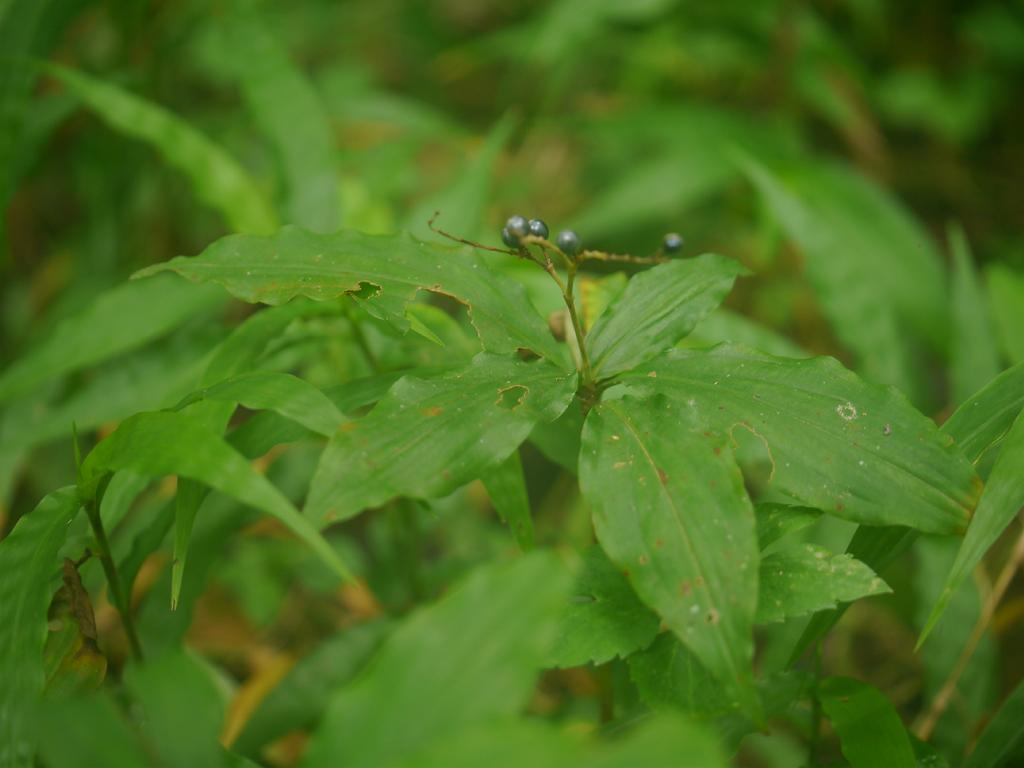
果実

コヤブミョウガ　Pollia miranda (H. Lév.) H. Hara はツユクサ科の植物の1つ。ヤブミョウガに似てずっと小型である。

## 特徴
多年生の草本。茎は直立して高さ7.5-40cmまで。葉は線状楕円形～楕円形で長さ5-18cm、葉は1.5-4cm。葉の先端は少し突き出して伸びており、基部は次第に狭まって葉柄に連続するが、ある程度は葉柄が区別できることが多い。花期は5-10月で、花序は長さ4.5-15cmで毛がある。花柄は長さ約4mm、3枚ある萼片は長さ4-5mm、その内側に3枚ある花弁は萼片より少し大きい。雄しべは6個で、完全なものが6個そろっている場合もあるが、3個まで仮雄蕊になる例もある。果実は径5mm。

## 分布と生育環境
日本では九州南部から沖縄島にあり、国外では台湾と中国南部から知られる。

## 分類など
本種の所属するヤブミョウガ属は大型になる草本が多く、直立する茎から集散花序を出し、放射相称の花をつける、あまりツユクサとは似ていない植物で、東アジアからアフリカに17種があり、日本には本種以外に以下の2種がある。
- P. japonica：ヤブミョウガ
- P. secundiflora：ザルゾコミョウガ

いずれも背丈が少なくとも50cmにはなるもので、判別はごく容易である。ちなみに前者は本州から九州で普通に見られ、後者は日本では石垣島のみから知られ、分布域もほとんど重ならない。
ちなみに本種はその大きさ以外はヤブミョウガによく似ており、かつてはこの種の変種とされていた。佐竹他(1982)ではコヤブミョウガはヤブミョウガの記事内で var. minor Walker の学名で記述があり、それによるとその分布は九州は甑島と屋久島、それに琉球列島は沖縄島、石垣島、西表島、となっている。

## 保護の状況
環境省のレッドデータブックには取り上げられていない。県別では鹿児島県で分布特性上重要な種に挙げられている。